# 一神教
一神教（いっしんきょう、monotheism）とは、神は唯一であり、普遍的に神と呼ばれる至高の存在であるという信仰である。通常はユダヤ教，キリスト教，イスラム教の3つがその典型とされる。

## 概要
一神教は、神は唯一であるという排他的一神教と、複数の神または神的形態を認めるが、それぞれが同じ神の延長として仮定される包括的・多形一神教に分けることが出来る。
他の者が異なる神を等しく崇拝することを否定せずに、信者が一つの神を崇拝する宗教体系である単一神教や、多くの神の存在を認めながらも、一つの神のみを一貫して崇拝する拝一神教と区別される。拝一神教という言葉はおそらくジュリウス・ウェルハウゼンによって最初に使われたと考えられている。
一神教はバーブ教、バハーイー教、天道教、キリスト教、理神論、ドゥルーズ派、エキンカー、シーク教、ヒンドゥー教のいくつかの宗派（シヴァ派やヴィシュヌ派など）、イスラーム教、ユダヤ教、マンダ教、ラスタファリ運動、生長の家、天理教、ヤズィーディー、ゾロアスター教の伝統を特徴づけるものである。一神教の要素は、アテン教、古代中国の民俗宗教、ヤハウェ教などの初期の宗教に見られる。

## 詳説

### 語源
一神教の語源は、ギリシャ語で「単一の」を意味する μόνος（モノス）と「神」を意味する θεός（テオス）。 英語の用語はヘンリー・モア（1614-1687）が初めて使用した。

### 分類
『ブリタニカ国際大百科事典 小項目事典 』や『日本大百科全書(ニッポニカ) 』では、次のような分類が提示されている
1. 単一神教（henotheism）または交替神教（kathenotheism）：多神教の一種であり、多神から時に応じて一神を重要視し最高神として崇拝する[18]。状況に応じて最高神が代るので交替神教とも呼ばれる[18]。古代インドや古代エジプトの宗教にみられる[18]。
2. 拝一神教（monolatry）：自分たちの唯一神を信仰しつつ、他民族が別の神々を崇拝していることを認める立場[18][注釈 1]。マックス・ミュラーに影響を受けたユリウス・ヴェルハウゼンが、自然崇拝から唯一神教に至る途中の概念として考案した[20]。
3. 唯一神教、絶対的一神教：あらゆる人が自分たちが信じる唯一の神を信ずべきものとし、他の神を認めない立場[18]。

### 成立に関する仮説
一神教の成立に関する説は、19世紀後半から20世紀前半にかけて、宗教進化説と原始一神教説が主なもので、この二つが対峙していた。こうした初期の学説の構造概念は後の一神教の研究につながったが、現在ではそのままの形では受け入れられておらず、あまり支持されていない。
- 宗教進化説：マックス・ミュラーに代表され、ミュラーはアニミズム的自然崇拝から単一神教、多神教をへて唯一神教へと発展するとした[20]。宗教進化説的な理解では、唯一神教が宗教の一種の完成形とされる[20][8]。
- 原始一神教説：社会が原始的であるほど至高神崇拝が強く、文化の発展と共に多神教に退化するとした[20][8]。アンドルー・ラングやヴィルヘルム・シュミットらが人類学的な報告に基づいて展開した[20]。一種の宗教退化論である[20]。

### 歴史
普遍的な神の存在を主張する準一神教的な主張は、アクエンアテンの「アテンへの大讃美歌」に代表される青銅器時代後期に見られる。鉄器時代の南アジアでは、ヴェーダ時代に一神教への傾倒が見られた。『リグヴェーダ』では特に比較的後期の第10巻にブラフマンの一神教の概念が見られ、宇宙開闢の歌(Nāsadīya Sūkta)などは鉄器時代初期のものとされている。
中国では少なくとも殷王朝（紀元前1766年）以降、近代までのほとんどの王朝で、上帝（文字通り「上の君」、一般に「神」と訳される）または天を全能の力として崇拝することが正統な信仰体系となっていた。しかしこの信仰体系は、地域によって異なる他の小神や霊も上帝と共に崇拝されており、真の一神教とは言えなかった。しかし、後世の墨家（紀元前470年～紀元前391年）は、小神や祖霊の働きは上帝の意志を遂行することに過ぎないとし、アブラハムの宗教における天使と同様に、唯一の神として数えて、真の一神教に近づいたとされる。
紀元前6世紀以降、ゾロアスター教徒は、すべてのものに勝る唯一の神が存在すると信じてきた。アフラ・マズダは「すべての造り主」であり、他のすべての存在に先立つ最初の存在である。しかし、ゾロアスター教はアフラ・マズダの他にもヤザタを崇拝していたため、厳密には一神教ではなかった。一方、古代ヒンドゥー教の神学は一神教であったが、一人の最高神ブラフマンの側面として想定される多くの神々の存在を依然として維持していたため、厳密には一神教的な礼拝ではなかった。
タレス（その後、アナクシマンドロス、アナクシメネス、ヘラクレイトス、パルメニデスなどの他の一元論者が続いた）は、自然は万物を貫く単一の原理を参照することで説明できると提唱した。コロフォンのクセノファネスやアンティステネスなど、多くの古代ギリシャの哲学者が、一神教と似たような多神教的な一神教を信じていた。一元的な神への最初の既知の言及はプラトンのデミウルゴス（神の職人）、続いてアリストテレスの不動の動者(宇宙論的証明)であり、どちらもユダヤ教とキリスト教の神学に大きな影響を与えることになる。ストア派や中期プラトン主義・新プラトン主義についても異教の一神教（pagan monotheism）として分類することがある。ストア派の神についてフレデリック・ブレンクはこう書いている。
アスカロンのアンティオコスはアカデメイア派、ペリパトス派、ストア派の3つの学派を説明し、これらの3つの学派が互いに些細な点でしか乖離していないと指摘している。出エジプト記後、ユダヤ教は一神教の文脈の中で個人的な一神教の神の概念を考え出した最初の宗教であった。道徳は神のみに由来し、その法則は不変であるとする倫理的一神教の概念はユダヤ教で初めて生まれたが、現在ではゾロアスター教、キリスト教、イスラム教、シーク教、バハーイー教など、ほとんどの現代の一神教の中核的な教義となっている。

## 唯一神

### 概説
もし一神教が一般的な定義にあるように、唯一神以外の超越的存在は存在しないという信念を意味するならば、ヘブライ語聖書だけでなくユダヤ教、キリスト教、イスラム教は一神教に分類することはできない。ユダヤ教、キリスト教、イスラム教では、いずれも天使という天界に住み、不死の存在への信仰を示す（天使はもともとカナン人の神々であり、唯一神のメッセンジャーに変化していったという説もある）。ローマカトリックや正教ではそれに加えて、天上に存在する聖人への信仰がある。聖人は死によってその存在や活動に長期的な影響がなく、地上から天上への移動に過ぎないという信仰がある。このため一神教を神聖な存在の数量によって定義せず、神聖な存在群の関係性によって定義することがある。たとえ人々が唯一神に代わって、さまざまな超越的存在に祈るとしても、すべての力が最終的に一つの神に起因するという神学は一神教である。
プラトン主義、ペリパトス派、ストア派はキリスト教徒が天使、聖人といった神聖（divine）あるいは神（god）と呼ぶことができる存在を持つように、ある一つの神を特定の神（Godあるいはthe God）と呼び、その特定の神を除いた神々には、最高神を頂点とした階層制よりもはるかに徹底した従属関係（派生関係）をもたせていたと考えられている。彼らは単なる最高神でなく『特定の神（the God）』、それだけが神と呼ぶに値する唯一無二の神かのように特別な名称を使った。ストア派によるとゼウスだけが神であるための基準を完全に満たし、他の神々はゼウスによって運命づけられ、ゼウスの計画を実行するためだけに存在しており、神々は完全にゼウス（the God）に依存し、不死でさえなかった。
プラトン主義者にとっても神は唯一のものであったが、それ以外にも神聖（divine）と呼ばれる存在がおり、彼らは特別な神の被造物でありながら、神の恩恵によって不死を与えられた。彼らは唯一の特別な神の慈悲によってのみ不死であり神聖であった。ストア派もプラトン主義者も、地上の世界は悪魔（デーモン）で満ちていると考えていたが、悪魔のすべてが神聖視されていたわけではなく、彼らの中には賢くも高潔でもないものがいた。問題のある悪魔を操作して自己の利益のために力を行使することができるとされていた。
ギリシャの哲学者、クセノファネスは最も偉大な神は形においても、心においても人間に似ることはないとした。アリストテレス、プラトン主義、ストア派も擬人化された神を認めなかった。ユダヤ教とイスラム教では神は人間の理解を超えた存在であると信じており、擬人化された神を拒絶している。ローマカトリック教会は過度に字義的な聖書解釈を認めず、神に人間の姿を与えることを明確に否定している。キリスト教が擬人化された神を拒絶するようになったのは4世紀以降とされている。ニュッサのグレゴリオスは「神は男でも女でもない」と述べ、ヒエロニムスは「神格に性別はない」とし、神のジェンダーを否定した。

### 神学的な論証
多神教の礼拝で一つの神が無限で最高の存在として定められ、従属的な蔑称が他の神々に与えられるという現象がある。多神教の信仰体系が、しばしば一つの神や原理を最高位に引き上げ、他の神々をその下僕や現れと再解釈するのは偶然のことではない。いくつかの宗教では「普遍的主権」「全能」「完全な献身の要求」等の神の単一性に関する三つの最も強力な哲学的論拠の基礎によって、二つ以上の神々が存在しないことを明らかにしようと歴史的に重要な試みが行われてきた。

#### 神の単純性からの論証
キリスト教神学には「神は単純である（部分がない）」という「神性単純性」の教義がある。神の存在は、神の「属性」と同一である。遍在、善、真理、永遠などの性質は、神の存在と同一であり、その存在を構成する質ではなく、また神の中に物質のように継承される抽象的な実体でもなく、言い換えれば神においては本質と存在の両方が同一であると言うことができる。
もし神が単純であるならば、神は一つしか存在し得ない。なぜならxは単純という性質Sを持ち、xとの同一性はどんな性質Pでも足りる。そしてxは単純なので、S=Pである。しかし、yもSを持っている。したがって、yはPも持っているはずで、したがって、y=xとなる。

#### 神の完全性からの論証
ダマスコのイオアンは神は完全であるから必然的に唯一無二の存在であると主張した。ある神が他の神と区別される唯一の方法は、「善、力、知恵、時間、場所において完全でない」ことであるが、その場合は「神ではない」ことになる。アクィナスも同じような議論を展開している。もし複数の神が存在するならば、複数の完全な存在が存在することになるが、「もしこれらの完全な存在のどれもが何らかの完全性を欠き」、またどれもが「不完全さの混じったもの......」を持たないならば、完全な存在を互いに区別するためのものは与えられないだろう。

#### 因果的秩序からの論証
一神教の最も一般的な主張の一つは世界の統一性から導かれるものである。つまり世界の統一性、世界が均一な構造を示すこと、それが単一の宇宙であることは、その原因におけるある種の統一性を強く示唆している。すなわち単一の設計者が存在するか、あるいは複数の設計者が、おそらくそのうちの一人の指示の下で協力的に作用しているかのいずれかである。

#### 全因果性からの論証
ヨハネス・ドゥンス・スコトゥスは『Ordinatio』の中で、神の単一性に関するいくつかの証明を提示している。
1. 必然的に、もし何かが神であるなら、その創造的意志は他のすべての具体的対象物の必要かつ十分な因果的条件となる。
2. 偶発的な存在が存在し、二人の神が存在する。
3. それぞれが偶発的存在の集合の必要かつ十分な因果的条件である。(1と2より)
4. 第一は、偶発的存在の集合の十分因果的条件である。(3より)
5. 第二は、偶発的存在の集合の必要的因果条件ではない。(4より)
6. 第一は、偶発的存在の集合の必要的因果条件である。(3より)
7. 第二は、偶発的存在の集合の存在の十分因果的条件ではない。(6より)
8. 第二は、偶発的存在の集合の必要的因果条件でも十分的因果条件でもない。(5と7より)
9. 第一は、偶発的存在の集合の存在の必要条件でも十分条件でもない。
10. どちらの神も、偶発的存在の集合の存在の必要条件でも十分条件でもない。(8と9より)
11. もし、偶発的存在が存在し、二人の神がいたとすれば、それぞれが偶発的存在の集合の存在の必要かつ十分な因果的条件となり、どちらも偶発的存在の集合の存在の必要かつ十分な因果的条件とはならないだろう。(2から10まで)。
12. 11の帰結は不可能である。
13. その先行詞は不可能である。(11と12より。pがqを内包し、qが不可能であれば、pは不可能である)。
14. 偶発的な存在が存在することは不可能であり、2人の神が存在することも不可能である。(13より)
15. もし偶発的存在が存在するならば、二人の神々が存在することはありえない。(14より) [61]

#### 全能からの論証
アル・ガザーリーは「もし二人の神がいて、そのうちの一人がある行動に決心したならば、二番目の神は彼を助けなければならず、それによって彼が全能の神ではなく従属的存在であることを示すか、あるいは彼が全能であり、最初の神は弱く欠陥があり、全能の神ではないことを示すために反対することができるだろう」ために二人は存在できないことを論じている。アル・ガザーリーの議論は次のように定式化できる。
1. 必然的に、異なる人物の意志が衝突することは可能である。(衝突の可能性は、完全に異なる人物の概念に含まれているように思われる)。
2. 必然的に、もし二つの異なる、本質的に全能の人物がいれば、彼らの意志は衝突することができる。(1より) 何かが全能のような性質を本質的に持つのは、それが存在する論理的に可能な全ての世界においてその性質を持つ場合のみである)
3. 二人の全能者の意志が衝突することは必然的に偽である。
4. 本質的に全能である2人の意志が衝突することは必然的に偽である。(3より) もし彼らの意志が衝突しうる可能な世界があるならば、必然的に、両者が全能で彼らの意志が衝突する可能な世界も存在する)。
5. 本質的に全能である二人の別個の人物が存在することは不可能である。(2と4より)
6. 全能が神の本質的な属性であることは必然的に真である。
7. 二人の神が存在することは不可能である。(5と6より)

前提3は以下のように証明される。
1. 必然的に、全能の人の意志が他の人の意志と衝突する場合、後者の意志は前者の意志によって阻止される（そうでなければ、全能の人は全能でないことになるからだ）。
2. 必然的に、もしある人の意志が他の人の意志によって妨げられたら、その人は全能ではない。
3. 必然的に、もし二人の全能者がいて、彼らの意志が相反する場合、（それぞれの意志が阻止されるため）どちらも全能ではない。(8と9より)
4. 二人の全能者がいて、そのどちらも全能であることは不可能である。
5. 二人の全能者の意志が衝突することは不可能である。(10と11より)

したがって
1. 二人の全能者の意志が衝突することは、必然的に偽である。(12より)

#### 全面的な献身の要求からの論証
オッカムの剃刀で知られるオッカムのウィリアムによれば「神」は二通りの意味で理解される。神とは「彼以外の何ものよりも高貴で完全なもの」を意味する場合と「それよりも高貴で完全なものはない」ことを意味する場合とがある。もし神が最初の意味で理解されるなら、神は一人しか存在し得ないことになる。オッカムの論証は以下のように定式化されている。
1. 必然的に、もしある存在が神であるならば、それは他のどんな存在よりも完全である。
2. 必然的に、もし二つの異なる存在があり、それぞれが神であるならば、第一は第二より完全であり、第二は第一より完全であろう。(1より)

しかし
1. それぞれが他よりも完全である二つの存在が存在することは不可能である。
2. 二人の神々が存在することは不可能である。(2と3より)

もし神が第二の前提から理解されるなら、神がただ一人であることを示すことはできない。なぜなら、それぞれが現実の存在も可能な存在もそれを凌駕しないような、等しく完全な二つの存在が存在し得ないということは明らかではないからである。

## アフリカ

### アフリカ先住民
ナミビアのヒンバ族は一神教的な万有内在神論を実践しており、ムクル神を崇拝している。ヒンバ族とヘレロ族の亡くなった祖先は、仲介者として彼に服従している。
イボ族はオディナニと呼ばれる一神教を実践している。オディナニは一神教の属性を持ち、すべてのものの源として単一の神を持っている。多神教的な精霊も存在するが、これらはオディナニに多く存在する小精霊であり、最高神であるチネケ（またはチュクウ）の要素としての役割を担っている。
またワアクはアフリカの角に住む多くのクシ族に伝わる伝統的な宗教で、初期の一神教を示す一柱の神の名前である。しかし、この宗教はほとんどアブラハム宗教に取って代わられた。オロモの一部（約3％）は現在もこの伝統的な一神教を信仰しており、オロモ語でワケファナと呼ばれている。

## アメリカ

### アメリカ先住民
アメリカ先住民の宗教は一神教、多神教、単一神教、アニミズムまたはそれらの組み合わせであることがある。
大いなる神秘（Great Spirit）は、スー族の間ではワカン・タンカと呼ばれ、アルゴンキン族の間ではギッチェ・マニトゥと呼ばれ、いくつかのネイティブアメリカンと先住民の文化の間で普及している普遍的な霊力、または至高の存在の概念である。ラコタ族の活動家であるラッセル・ミーンズによれば、ワカンタンカのより良い訳は「偉大なる神秘（Great Mystery）」である。
一部の研究者はアステカの哲学を基本的に一神教的であると解釈している。民衆は多神教を信じていたが、アステカの神官と貴族はテオトルを多くの面を持つ単一の普遍的な力として解釈するようになった可能性が指摘されている。

## 東アジア

### 中国
少なくとも殷王朝（紀元前1766年）以降、近代に至るまで中国のほとんどの王朝で行われていた正統な信仰体系で、他の神の上に立つ至高の存在として天帝または天への崇拝を中心としていた。この信仰体系は、儒教や道教が発展し仏教やキリスト教が伝えられる以前からのものである。天が全能の存在、世界を超越した人格を持つ非実体的な力として見られるという点で、一神教の特徴を持つ。しかし、この信仰体系は地域によって異なる他の小神や精霊も天帝とともに崇拝していたため、真の一神教ではなかった。それでも後代の墨家（前470年-前391年）などの変種は、小神や祖霊の機能は天帝の意志を遂行することに過ぎないと教え、真の一神教に近づいていった。墨子の『天志』には、次のように書かれている。
且吾所以知天之愛民厚者有矣，曰以磨為日月星辰，以昭道；制為四時秋冬，以紀綱；降雪霜露，以長五穀麻絲，使民得而利之，列為山川谿，播賦百事，以臨司善否；為王公伯，使賞賢而暴罰；金木鳥獸，從事五穀，以為衣食の財，未嘗不是也．『- 天の意思』第27章第6節 前5世紀頃
古代中国における天帝と天に対する崇拝は、北京の天壇を最後とする祠堂の建立と、祈りの奉納である。中国の各王朝では、統治者が毎年天帝に犠牲の儀式を行い、通常は完全に健康な牛を生贄として屠殺した。道教や仏教などの宗教が登場すると、その人気は次第に衰えたが、その概念は前近代を通じて使われ続け、中国の初期キリスト教徒が使った用語を含め、中国の後期宗教に取り入れられてきた。道教や仏教による非有神論的な精神性の高まりにもかかわらず、天帝は清朝末期まで賞賛され、清朝最後の支配者は自らを天子と宣言した。

### テングリ崇拝
テングリ崇拝（Tengrism）はシャーマニズム、アニミズム、トーテミズム、多神教と一神教と先祖崇拝の特徴を持つ中央アジアの宗教に対する現代用語であり、時々テングリ教と呼ばれる。歴史的にはブルガール人、トルコ人、モンゴル人、ハンガリー人、匈奴、フン族の有力な宗教であった。6つの古代トルコ国家、アヴァール可汗国、旧大ブルガリア、第一ブルガリア帝国、突厥、ハザール、西突厥の国教でもあった。『Irk Bitig』ではテングリはTürük Tängrisi（トルコ人の神）として言及されている。この言葉はトルコ民族の間で民族宗教として認識されている。

## ヨーロッパ

### インド・ヨーロッパ祖語文化
東ヨーロッパではスラブ宗教の古代の伝統が一神教の要素を含んでいた。紀元6世紀、ビザンチンの年代記作家であるプロコピウスは、スラヴ人が「雷の創造者である1人の神がすべてのものの唯一の主であることを認め、彼のために牛やすべての生け贄動物を犠牲にする」と記録した。プロコピウスの言う神は嵐の神ペルーンで、その名前はプロトインディオ＝ヨーロッパ語の雷神、ペクノスに由来している。古代スラヴ人は彼をゲルマンの神トールや聖書の預言者エリヤと同化させた。

### 古代ギリシア

#### 古典宗教

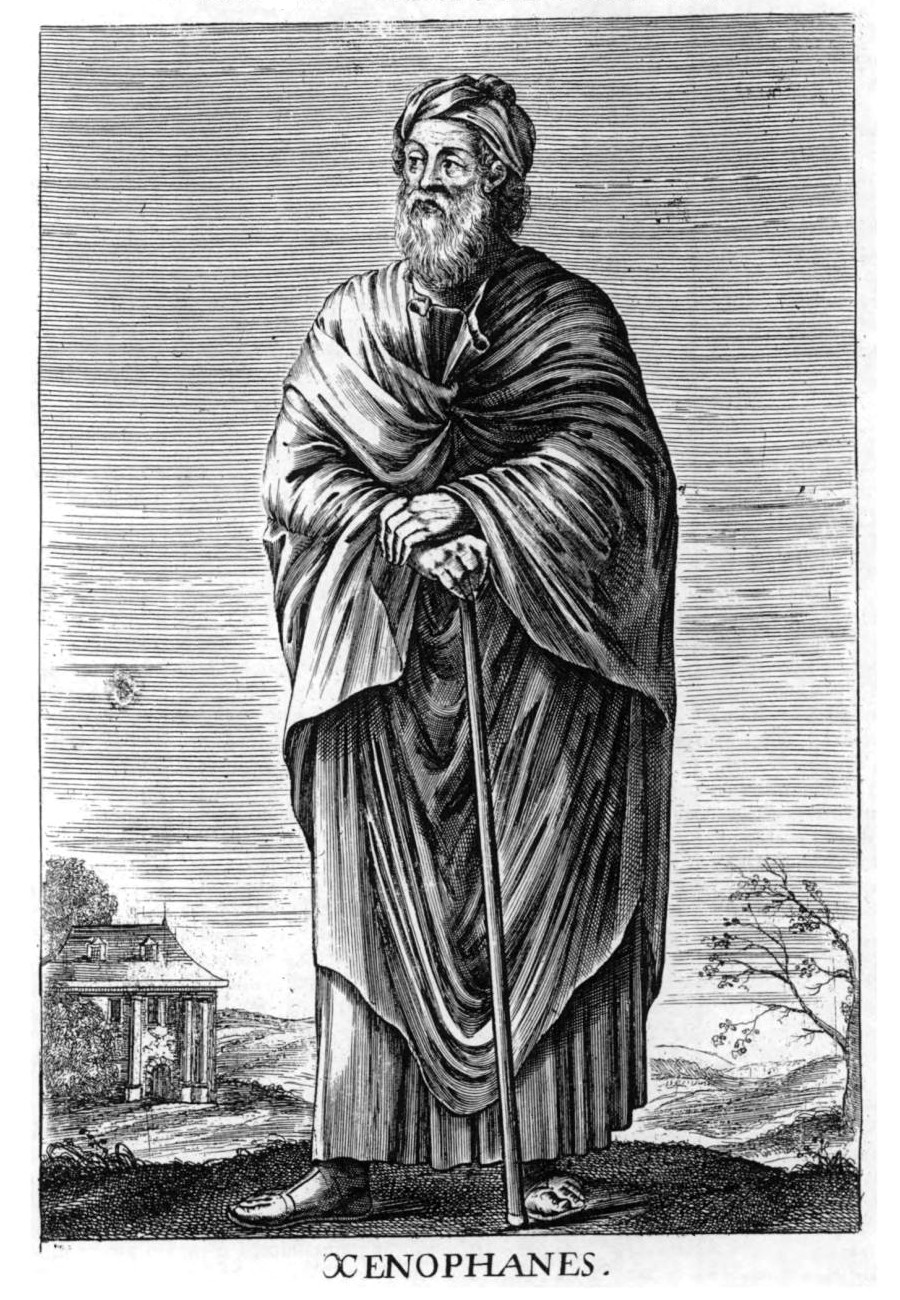
クセノファネスの虚構の肖像（17世紀の版画より)

古代ギリシアの哲学者であるコロフォンのクセノファネスの詩の断片が残っていることから、彼が現代の一神教徒と非常に似た見解を持っていたことが示唆されている。彼の詩は「もし牛や馬やライオンが手を持ち、その手で絵を描いて人間のように作品を作ることができるなら......彼らもまた神々の形を描き、彼ら自身が持つ形のような身体を作るだろう」とコメントして、擬人化した神という従来の概念を厳しく批判している。その代わりにクセノファネスは「...神々と人間の中で最も偉大で、形も考え方も人間に似ていない唯一の神」が存在すると明言している。クセノファネスの神学は一神教であったようだが、厳密な意味での真の一神教ではなかった。アンティステネスのような後の哲学者の中には、クセノファネスによって説かれたものに似た教義を信じていた者がいたが、彼の考えは広く普及しなかったようである。

#### ヘレニズム宗教

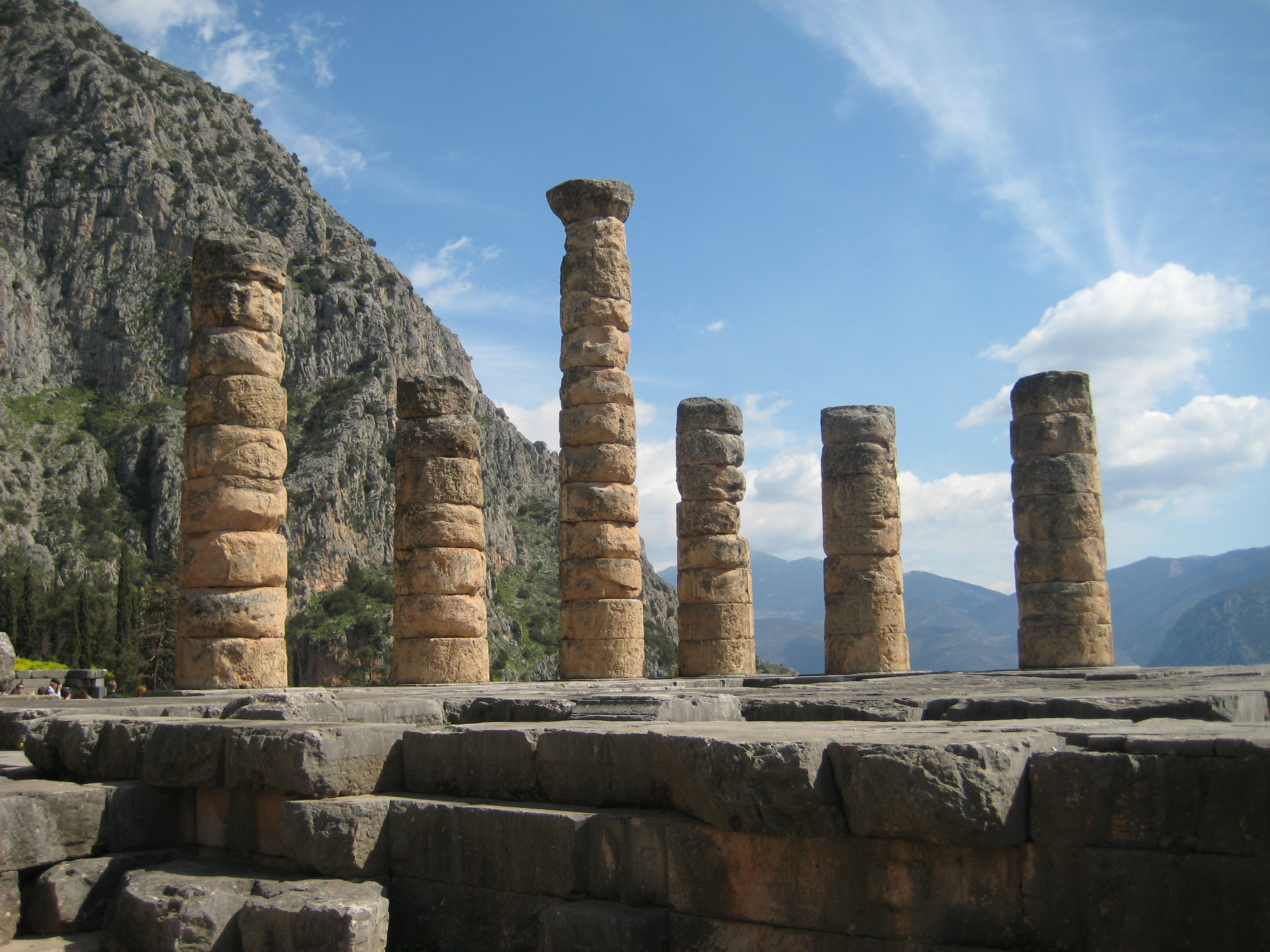
ギリシャ、デルフィのアポロ神殿跡。

純粋な（哲学的な）一神教の発展は、古代後期の産物である。2世紀から3世紀にかけて、初期キリスト教は一神教を主張するいくつかの競合する宗教運動の一つに過ぎなかった。
プロティノスの著作では一者は、存在のすべてに浸透している、想像を絶する、超越的な、すべてを体現する、永久的な、永遠的な、因果関係のある存在として描写されている。
紀元2～3世紀のディディマとクラルスのアポロ神の多くの託宣、いわゆる「神学的託宣」は、最高の神はただ一人であり、多神教の神々は単なる現れか下僕であると宣言している。紀元4世紀のキプロス島にはキリスト教の他に、ディオニュソス一神教の教団が存在した。
ギリシャの古文書によればヒプシスタリアンは最高神を信じる宗教集団であった。このヘレニズムの宗教の後の改訂は、より広い民衆の間で考慮されるようになるにつれて、一神教に向かって調整された。ゼウスを主神とする崇拝は一神教的傾向を示し、より小さな神々の断片的な力に与えられる名誉は縮小した。

## 西アジア

### アブラハムの宗教（ユダヤ教・キリスト教・イスラム）

#### ユダヤ教

古ヘブライ語（紀元前10世紀から135年）、古アラム語（紀元前10世紀から4世紀）、方形ヘブライ語（紀元前3世紀から現在）のテトラグラマトン(YHWHと音訳される）。「ある」「存在する」「ならしめる」「実現する」という意味の動詞に由来する可能性が指摘されている。

ユダヤ教は伝統的に世界最古の一神教の一つと考えられているが、最古のイスラエル人（紀元前7世紀以前）は一神教ではなく多神教であり、単一神教、後に拝一神教へと発展したと考えられている。第二神殿ユダヤ教、そして後のラビ・ユダヤ教における神は厳密に一神教であり、すべての存在の究極の原因である絶対的な一、不可分、そして比類なき存在であった。バビロニアのタルムードでは人間が誤って現実と力を付与する非実在の存在として他の「外来の神々」に言及している。ラビ・ユダヤ教における一神教に関する最も有名な声明として、マイモニデスの13の信仰原理の第2節がある。
ユダヤ教とイスラム教の一部はキリスト教の一神教の考えを否定している。ユダヤ教では純粋な一神教（非ユダヤ人には許されるが）でも多神教（禁止される）でもないとみなす方法での神への礼拝を指すためにシトゥフという用語を使用している。

#### キリスト教

三位一体とは、キリスト教において、神は本質的には1つの神であるが、3つの位格であるとする信仰である。父である神、子である神（イエス）、聖霊である神である。

初期キリスト教徒では、神格の性質についてかなりの議論があり、ある者はイエスの受肉は否定したが神格は否定せず（仮現説）、他の者は後に神のアリウス派的な概念を呼び起こした。少なくともそれ以前の地方会ではアリウス派の主張を否定していたにもかかわらず、このキリスト論的問題は第1ニカイア公会議で取り上げられる項目のひとつとなった。
第1ニカイア公会議は325年にローマ皇帝コンスタンティヌス1世によってニカイア（現在のトルコ）で開かれた、ローマ帝国初のエキュメニカルな司教会議であり、最も大きな成果は、ニカイア信条という初めて統一したキリスト教の教義をもたらしたことであった。この信条の制定により、その後のエキュメニカルな司教協議会（シノドス）が信仰声明や教義的正統性の規範を制定する際の前例ができた-その意図は、教会のための共通の信条を定義し異端思想に対処することであった。
評議会の目的の一つは、父との関係におけるイエスの性質、特にイエスが父なる神と同じ物質であるのか、それとも単に類似した物質であるのかについてのアレクサンドリアでの意見の相違を解決することであった。二人の司教を除くすべての司教が第一の立場をとり、アリウスの主張は失敗した。
この決定は381年の第1コンスタンティノポリス公会議で再確認され、カッパドキア派の教父たちの働きによって本格的に発展することになり、キリスト教正統派の伝統（東方正教会、東方正教会、ローマカトリック、プロテスタントのほとんど）は、この決定に従う。彼らは神を三位一体と呼び、父なる神、子なる神、聖霊なる神の3つの「位格」からなる存在であると考える。この三者は「同じ実体である」（Łμούσιος）と表現される。
キリスト教の正統的な三位一体の定義を示すニカイア信条が冒頭で述べるように、一神教がキリスト教信仰の中心であることはキリスト教徒が「私は唯一の神を信じる」と主張するところである。ニカイア信条の時代である325年以前から、キリスト教の様々な人物が、神の三位一体の神秘性を規範的な信仰告白として提唱している。ロジャー・E・オルソンとクリストファー・ホールによれば、祈り、瞑想、研究、実践を通して、キリスト教共同体は「神は統一体と三位一体として存在しなければならない」という結論を出し、4世紀末の公会議でこれを成文化した。
現代のキリスト教徒の多くは、神性が三位一体であると信じており、これは三位一体の3つの位格が、各位格が完全に神でもある1つの結合であることを意味する。また、神の化身としての人神であるキリスト・イエスの教義を信奉している。また、これらのキリスト教徒は、3つの神格のうち1つが単独で神であり、他の2つはそうではなく、3つすべてが神秘的に神であり1つであると信じている。ユニテリアン・ユニヴァーサリズム、エホバの証人、モルモン教など、他のキリスト教の宗教は、三位一体に関するそれらの見解を共有していない。
モルモン教のようないくつかのキリスト教の信仰は、神格は実際には父なる神、子イエス・キリスト、聖霊を含む三つの別々の個人であると主張する。さらにモルモン教は、第1ニカイア公会議以前には、多くの初期キリスト教徒が神格は三つの別々の個人であると考えるのが優勢であったと考える。この考えを支持するために、彼らは従属性の信念の初期キリスト教の例を引用している。
ユニテリアニズムは神学的な運動であり、三位一体論とは正反対に、神を一人の人間として理解することから名付けられた。
ユダヤ教の一部とイスラム教の一部は、三位一体の多神教的なキリスト教の教義のために、三位一体のキリスト教を一神教の純粋な形態であると考えず、それをユダヤ教ではシトゥフとして、イスラム教ではシルクとして分類している。一方、三位一体主義のキリスト教徒は、三位一体が3つの別々の神から成るのではなく、むしろ単一の神格の中に実質的に（1つの物質として）存在する3つの位格を挙げて、三位一体の教義が一神教の有効な表現であると主張する。

#### イスラム教

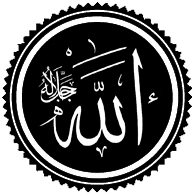
アラビア文字で書かれた「アッラー、その栄光は栄光であるように」

イスラム教では神（アッラー）は全能で全知であり、宇宙の創造者、維持者、命令者、審判者である。イスラム教における神は厳密に単数（タウヒード）で唯一（ワヒード）、本来は一つ（アハード）で慈悲深く全能である。アッラーはアルアルシュの上に存在するが [クルアーン 7:54] 、クルアーンでは「いかなる視覚も彼を把握できないが、彼の把握はすべての視覚を越えている」と述べている。「神はすべての理解を超えているが、すべてのものに通じている」[クルアーン6:103]アッラーは唯一神でありキリスト教やユダヤ教で崇拝される神と同じである（29:46）。
イスラム教はキリスト教とユダヤ教の両方の文脈の中でグノーシス主義に類似したいくつかのテーマ的要素を持ちながら7世紀に出現した。イスラム教の信仰ではムハンマドは神から新しい宗教をもたらしたのではなくアブラハム、モーセ、ダビデ、イエス、その他すべての神の預言者が実践した宗教と同じものであると述べている。イスラム教の主張は、神のメッセージが時間の経過とともに破損、歪曲、消失しておりタウラート（律法）、インジール（福音書）、ザブールなどの失われたメッセージを修正するためにムハンマドにクルアーンが送られたというものである。
クルアーンは世界を超越した唯一絶対の真理の存在、被造物から独立した唯一無二の存在であると主張する。クルアーンは善も悪も神の創造行為から発生すると主張し、神の二重性という考え方のような二元的思考様式を否定している。神は局所的、部族的、または偏狭なものではなく、普遍的な神であり、すべての肯定的な価値を統合し悪を許さない絶対者である。10世紀から19世紀までスンニ派のイスラームを支配したアシュアリー学派は、究極の神の超越を主張し、神の統一は人間の理性にアクセスできないとしている。アシュアリー学派はそれに関する人間の知識は預言者を通して啓示されたものに限られると教え、神が悪を創造したような逆説については、啓示はどのようにかを問わずに（ビラ・カイファ）受け入れなければならなかった。
タウヒードはムスリムの信仰告白の最重要項目である「神のほかに神はなくムハンマドは神の使徒である」。被造物に神性を帰することは、コーランの中で言及されている唯一の許されない罪である。イスラーム教の全体がタウヒードの原理にかかっている。
中世のイスラム哲学者アル＝ガザーリーは全能から一神教の証明を提示し、全能の存在は一つしか存在し得ないと主張した。なぜなら、もし二つの全能の存在があった場合、第一の存在は第二の存在に対して力を持つか（第二の存在は全能ではないことを意味する）、持たないか（第一の存在は全能ではないことを意味する）、したがって全能の存在は一つしかありえないことを暗示しているのである。
伝統的に神として唯一の存在を持つ一神教の概念を公言しているため、ユダヤ教とイスラム教はキリスト教の一神教の考えを否定している。ユダヤ教は神を崇拝する非一神教的な方法を指すためにシトゥフという用語を使用する。イスラム教はイエス（アラビア語でイーサー）を預言者として崇めるが、イエスが神の子であるという教義は認めない。

## オセアニア

### アンダマン諸島
アンダマン諸島の人々の宗教は「アニミズム的一神教」とも言われ、宇宙を創造したパルガという唯一の神を第一に信じている。パルガは自然現象を擬人化したものとして知られている。

### オーストラリア先住民
オーストラリア南東部の文化では、天空の父バヤミー（英：Baiame）は宇宙の創造主として認識されており、カミラロイ族の間では伝統的に他の神話的な人物よりも崇拝されていた。彼とキリスト教の神を同一視することは、宣教師にも現代のキリスト教アボリジニに共通している。

## 南アジア

### ヒンドゥー教

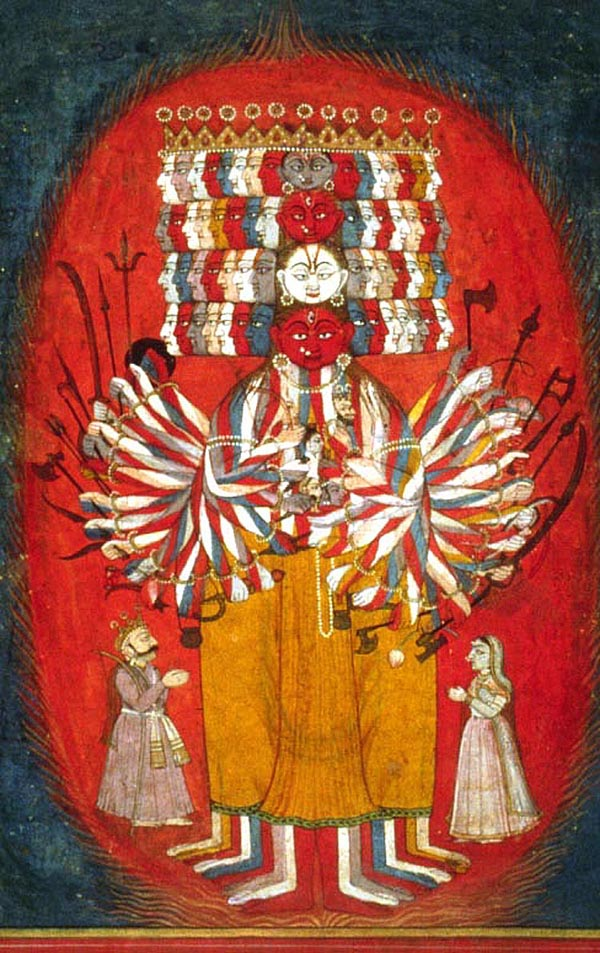
クリシュナはクルクシェトラの戦場で、アルジュナにヴィシュヴァールーパ（普遍的な姿）を見せる。

ヒンドゥー教は古い宗教であるため一神教、多神教、万有内在神論、汎神論、一元論、無神論などの宗教概念を継承しており、神の概念も複雑で、各人や伝統・哲学に依存するところがある。
ヒンドゥー教の見解は幅広く、一元論から万有内在神論と汎神論、一神教、無神論にまで及ぶ（一部の学者によって一元論的有神論とも呼ばれる）。ヒンドゥー教は純粋な多神教とは言えない。ヒンドゥー教の宗教指導者たちは、神の形は多く、神とコミュニケーションをとる方法も多いが、神は一つであることを繰り返し強調している。ムールティのプージャは創造、維持、溶解する抽象的な一神（ブラフマン）とコミュニケーションを取るための方法である。
リグ・ヴェーダ 1.164.46,
"インドラ、ミトラ、ヴァルナ、アグニと呼ばれ、天の高貴な翼を持つガルーダである
一つであるものに対して賢者たちは多くの称号を与え、彼らはそれをアグニ、ヤマ、マータリシュヴァンと呼ぶ"
ガウディヤ・ヴァイシュナヴァの伝統、ニンバルカ・サンプラダヤ、スワミナラヤンやヴァラバの信奉者は、クリシュナをすべてのアヴァターラの源、ヴィシュヌ自身の源、あるいはナーラーヤナと同じとみなしている。そのため、彼はスヴァヤム・バガヴァンとして見なされている。
クリシュナがスヴァヤム・バガヴァンであると認識されるとき、クリシュナが他のすべてのアヴァターラの源であり、ヴィシュヌ自身の源であると受け入れられるガウディヤ・ヴァイシュナヴィズム、ヴァラバ・サンプラダヤ、ニンバールカ・サンプラダヤの信仰であると理解することができる。この信仰は主に「バガヴァタムの有名な記述から」（1.3.28）導かれる。この神学的概念と異なる視点は、クリシュナをナーラーヤナまたはヴィシュヌのアヴァターラとする概念である。しかし、アヴァターラの源としてヴィシュヌを語るのは普通だが、これはヴィシュヌ派の神の名前の一つに過ぎず、神はナーラーヤナ、ヴァスデーヴァ、クリシュナとしても知られ、それらの名前の背後にはヴィシュヌ派において至高とされる神像が存在している。
『リグ・ヴェーダ』は『アタルヴァ・ヴェーダ』や『ヤジュル・ヴェーダ』と同様に、一神教の思想を論じている。「デーヴァは常にヴィシュヌの至高の住処を目指す」（tad viṣṇoḥ paramaṁ padaṁ sadā paśyanti sṻrayaḥ Rig Veda 1.22.20)
"一つの真理を、賢者は多くの名で知る"(リグ・ヴェーダ1.164.46)。
"最初、生まれていないものが存在するようになったとき、彼は自身の支配権を獲得し、それ以上のものは存在しなくなった"(Atharva Veda 10.7.31)。
"彼と比較するものはありません。彼に匹敵するものはなく、その栄光は、本当に、偉大です。(ヤジュル・ヴェーダ32.3）。
神の殊勝な性質は数え切れないほどあるが、中でも次の六つの性質（bhaga）は最も重要である。
- ジュニャーナ（全知）：すべての存在を同時に知る力と定義される。
- アイシュヴァリヤ（イシュヴァラという言葉に由来する主権）：すべてを支配する無敵の力。
- シャクティ（エネルギー）：すなわち不可能を可能にする力。
- バラ（力）：意志によって、疲れることなく、すべてを支える力。
- ヴィルヴァ（活力）：変幻自在の創造物の物質的原因であるにもかかわらず、至高の存在として非物質性を保持する力を示す。
- テージャス（輝き）：彼の自給自足と、彼の霊的な噴出によってすべてを圧倒する能力を表す[158]。

シヴァ派の伝統では、聖典の伝統によってチャマカム (चमकम्) が加えられたシュリ・ルドラム (Sanskrit श्रि रुद्रम्) は、ルドラ（シヴァの形容）に捧げるヒンドゥー教のストトラで、『ヤジュルベダ (TS 4. 5) 』から取られたものである。シュリ・ルドラムは、シュリ・ルドラープラスナ、シュタルドゥリーヤ、ルドラディヤとも呼ばれる。このテキストは、シヴァが普遍的な最高神と同一視されるヴェーダーンタにおいて重要である。この讃歌は神の名を列挙する初期の例であり、この伝統はヒンドゥー教のサハスラナーマ文献で広範囲に展開されている。
ヒンドゥー教のニヤーヤ学派は、一神教的な見方に関していくつかの主張をしている。ニヤーヤ学派は、そのような神は一人でしかありえないという議論を展開している。『ニヤーヤ・クスマンジャリ』では、初めに多くの半神（デーヴァ）や賢者（リシ）がいて、ヴェーダを書き、世界を創造したと仮定しようというミーマーンサー学派の命題に対して論じている。ニヤーヤは多神教徒は複数の天の精霊の存在と起源について精緻な証明をしなければならないが、どれも論理的ではなく、永遠の全知全能の一神を想定する方が論理的だと主張している。

### 仏教
仏教においては上座部仏教（南伝仏教・小乗仏教）は、釈迦のみを仏とするため（ただし上座部も過去七仏は認めている）、上座部仏教を一神教と見做す見解もある。
日本においても真言宗が大日如来を天地万物と一体である「法身仏」としており、日蓮宗も神社への参拝を認めつつも釈迦牟尼如来を唯一絶対の本仏であるとしている。なお、日蓮正宗においても神道における神の扱いや「本仏」の内容は異なるものの、基本的な教学は同じである。金光教・大本の流れをくむ新宗教の生長の家も唯一絶対神への信仰を掲げる唯神実相論を提唱している。

## 一神教と多神教の融合・習合

### 枢軸国

#### 日本神話・国家神道（大日本帝国）
『日本大百科全書』によると、明治維新・王政復古によって祭政一致（政教一致）が政治理念の基本とされ、天皇は国の「元首」かつ神聖不可侵な「現人神」とされた。ここには、人と神の間に断絶の無い日本古来の神観念とは全く異なる、「一神教の神観念」が取り入れられていた。天皇は「絶対的真理」と「普遍的道徳」を体現する至高存在とされ、あらゆる価値は天皇に一元化された。東アジア学者の石川サトミによれば、日本人にとっての天皇は「彼らの唯一神、すなわち天皇（their God, i.e. the Tenno）」とも表現される。
また、大日本帝国時代（大日本帝国憲法下の日本）では、日本の「the emperor」が「唯一神として（as God）」見なされたり、「人間形態として啓示された唯一神（God revealed in human form）」と主張されたりすることもあった（一神教では、唯一神は「Empepror」・「sole emperor」とも説かれる。
- ユダヤ教・キリスト教

例えば、帝国大学の比較宗教学者だった加藤玄智は、天皇は「日本人にとって、ユダヤ人が唯一神と呼んだ一つの地位を専有している（occupying for the Japanese the place of the one whom the Jews called God）」と論じていた。加藤は唯一神（キリスト）と天皇を結びつけ、
と述べている。同時に加藤は、日本人はみな「神の子」であるとしている。
- イスラム

ピーター・リャン・テック・ソンの歴史学論文によると、唯一神と天皇を同じ唯一者として信じるように、イスラムへ命令が下されることもあった。例えば大日本帝国は、ジャワ島のムスリムたちへ「メッカよりも東京に礼拝し、日本天皇を唯一神として礼賛せよ、という日本軍の命令（the Japanese military orders to bow towards Tokyo rather than Mecca and to glorify the Japanese Emperor as God）」を伝えていた。
ジャワ奉公会や日本軍は、ジャワ島のキャイ（イスラム教師）やイスラム指導者等といったムスリムたちから支持を得ようとした。しかしその前に、日本軍が唯一神（アッラーフ・天皇）についての命令を伝えていたため、ムスリムたちは既に混乱させられた状態にあり、結果として失敗した。
インドネシアにおいてはパンチャシラにおいて唯一神への信仰が国是となっており、無神論の表明は違法とされる。一方で仏教やヒンドゥー教、儒教も国教と定められている。これらの宗教も「唯一神信仰の枠組みに含まれる」と解釈されているのである。